# Orhan Kemal
Orhan Kemal, all'anagrafe Mehmet Raşit Öğütçü (Adana, 15 settembre 1914 – Sofia, 2 giugno 1970), è stato uno scrittore turco.
Annoverato tra i massimi esponenti della letteratura turca, fu autore di romanzi, racconti, poesie e opere teatrali legati soprattutto al disagio sociale e al mondo operaio e contadino e di ispirazione marxista (motivo per il quale fu spesso costretto all'esilio). Dalle sue opere sono stati tratti una trentina tra film e fiction televisive e a lui è intitolato il Premio Orhan Kemal.

## Biografia
Figlio del noto avvocato Abdülkadir Kemali Öğütçü e di una donna di nome Azime, Mehmet Raşit Öğütçü nacque ad Adana, nel distretto cittadino di Ceyhan, il 15 settembre 1914. In quel periodo, il padre era di stanza a Dardanos, impegnato come tenente di artiglieria nella campagna di Gallipoli.
Nel 1931, all'età di 17 anni, fu costretto a fuggire dapprima in Siria e poi in Libano a causa delle posizioni politiche del padre. Già l'anno seguente, fece però ritorno nella sua città natale.
In seguito, trovò lavoro in una fabbrica di guarnizioni, dove conobbe Nuriye, che il 19 maggio 1937 diventò sua moglie e che l'anno seguente lo rese padre per la prima volta.
Nel 1938, mentre stava svolgendo il servizio militare a Niğde, venne processato con l'accusa di propaganda del comunismo per le poesie da lui scritte e per aver letto libri di autori quali Maksim Gor'kij e Nâzım Hikmet e condannato in data 27 gennaio 1939 alla pena di cinque anni di reclusione. Incarcerato nel penitenziario di Bursa , durante la prigionia, fece amicizia con il famoso scrittore Nâzım Hikmet, rinchiuso nella stessa sua cella.
Negli anni della prigionia, vennero pubblicate nella rivista Yeni Edebiyat ("Nuova letteratura") alcune sue poesie e il primo capitolo del romanzo La casa di mio padre (Baba evi), opere firmate con gli pseudonimi Raşit Kemali e Orhan Raşit.
Il 26 settembre 1943, scontata la condanna, fece ritorno nella sua città natale. In quell'anno, iniziò anche ad usare lo pseudonimo Orhan Kemal, firmando il racconto Asma Çubuğu, che venne pubblicato nel giornale İkdam.
Nel 1949 venne pubblicato il suo primo racconto, intitolato Ekmek Kavgası ("La lotta per il pane") e il suo primo romanzo, La casa di mio padre (Baba evi). Sempre nel 1949, nacque il suo terzo figlio, al quale dette il nome del padre, scomparso nello stesso anno; in seguito, si trasferì a Istanbul con la famiglia.
Nel 1964, avvenne un evento che lo toccò particolarmente, ovvero la morte del fratello Sıtkı. Due anni dopo, il 7 marzo 1966, fu arrestato in una locanda di Istanbul con l'accusa di propaganda del comunismo, ma fu rilasciato dopo due mesi di carcere.
Nel 1968, pubblicò il racconto Önce ekmek, che l'anno seguente vinse il Premio dell'Associazione Linguistica Turca (Türk Dil Kurumu).
Kemal trascorse i suoi ultimi anni di vita in Bulgaria e Romania. Morì a Sofia, in Bulgaria, il 2 giugno 1970. Fu sepolto nel Cimitero di Zincirlikuyu a Istanbul.

## Opere (lista parziale)

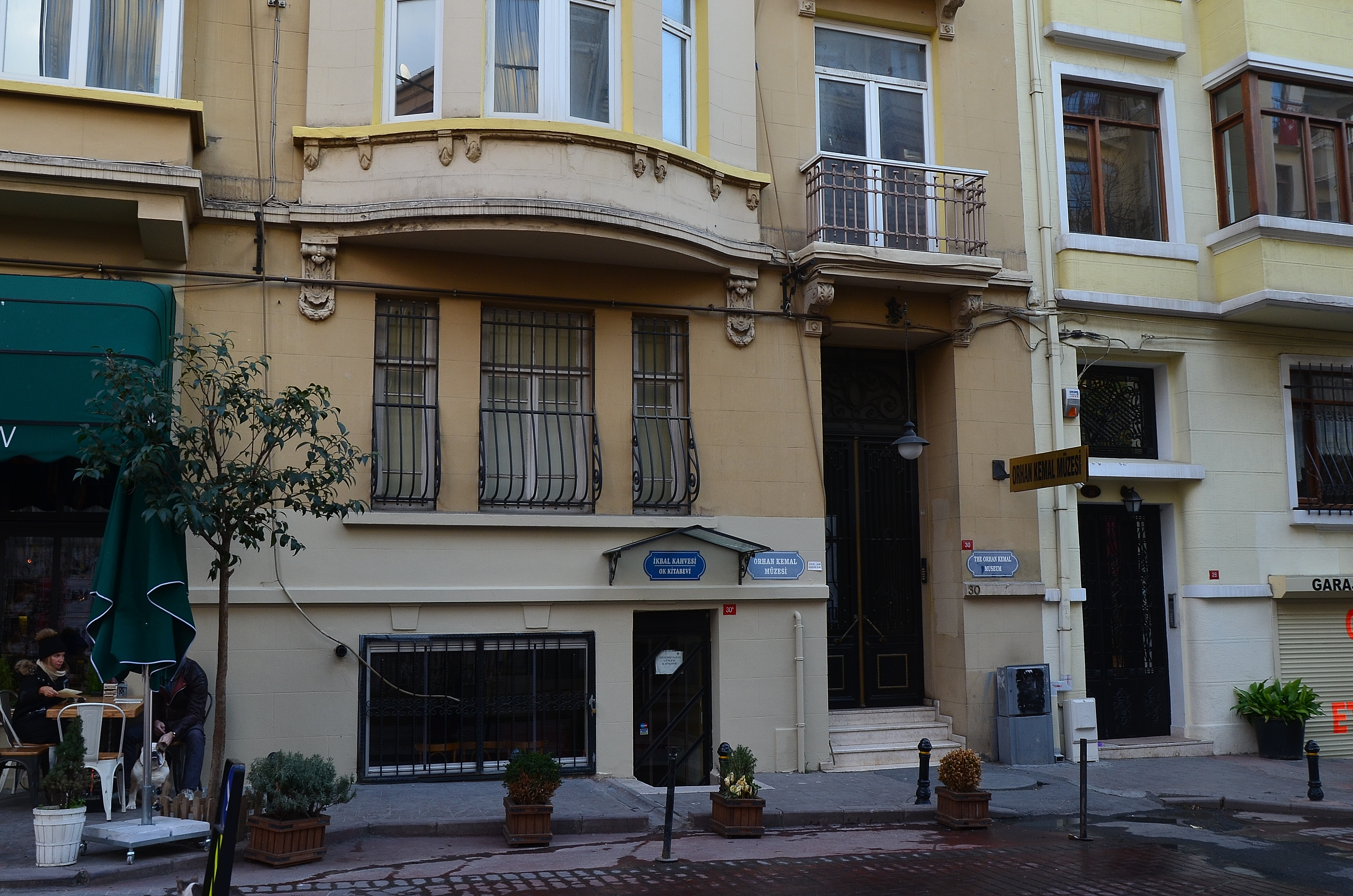
Il Museo di Orhan Kemal

### Romanzi
- La casa di mio padre (Baba evi, 1949)
- Murtaza (1952)
- Bereketli topraklar Üzerinde (1954)
- Suçlu (1957)
- Devlet Kuşu (1958)
- Gavurun (1959)
- El Kızı (1960)

### Racconti
- Ekmek Kavgası (1949)
- Sarhoşlar (1951)
- Çamaşırcının Kızı (1952)
- Sait Faik Abasıyanık Hikaye Armağanı (1966)
- Önce ekmek (1968)
- İnci'nin Maceraları (1971-1976)

### Opere teatrali
- İspinozlar (1965)

## Filmografia parziale

### Soggetto e sceneggiatura
- Suçlu, regia di Atıf Yılmaz (1960)
- Avare Mustafa (1961)
- Aska kinim var, regia di Semih Evin (1962)
- Üç tekerlekli bisiklet (1962)
- Murtaza (1965)
- Yaprak dökümü, regia di Memduh Ün (1967)
- Vukuat var (1972)
- 72. Koğuş, regia di Erdoğan Tokatlı (1987)
- Hanımın Çiftligi - miniserie TV (1990)
- Eskici ve oğulları (1990)
- Kötü Yol (2012)
- Evlerden Biri (2012)